# Rebbenesøya
Rebbenesøya (Noord-Samisch:Ruobbá) is een  eiland in de provincie Troms in Noorwegen. Het grootste, noordelijke, deel van het eiland maakt deel uit van de gemeente Karlsøy, het zuiden is deel van de gemeente Tromsø. Het hoogste punt van het eiland is de berg Geittinden van 689 meter. Van Bromnes aan de oostkant vaart een veerboot naar Mikkelvik op het eiland Ringvassøya.